# 迈尔祖格
迈尔祖格（阿拉伯语：‎）是利比亚西南部城市，迈尔祖格省首府。位于迈尔祖格沙海北缘的迈尔祖格绿洲。迈尔祖格在古代曾是前往乍得湖和尼日尔河商队的重要集散地。曾一度被称为“沙漠中的巴黎”。德国的弗里德里希·赫内曼（1798年），古斯塔夫·纳赫蒂加尔（1870年～1871年）将此地作为撒哈拉探险的基地。周边富石油资源。